# José Fernando de Abascal y Sousa

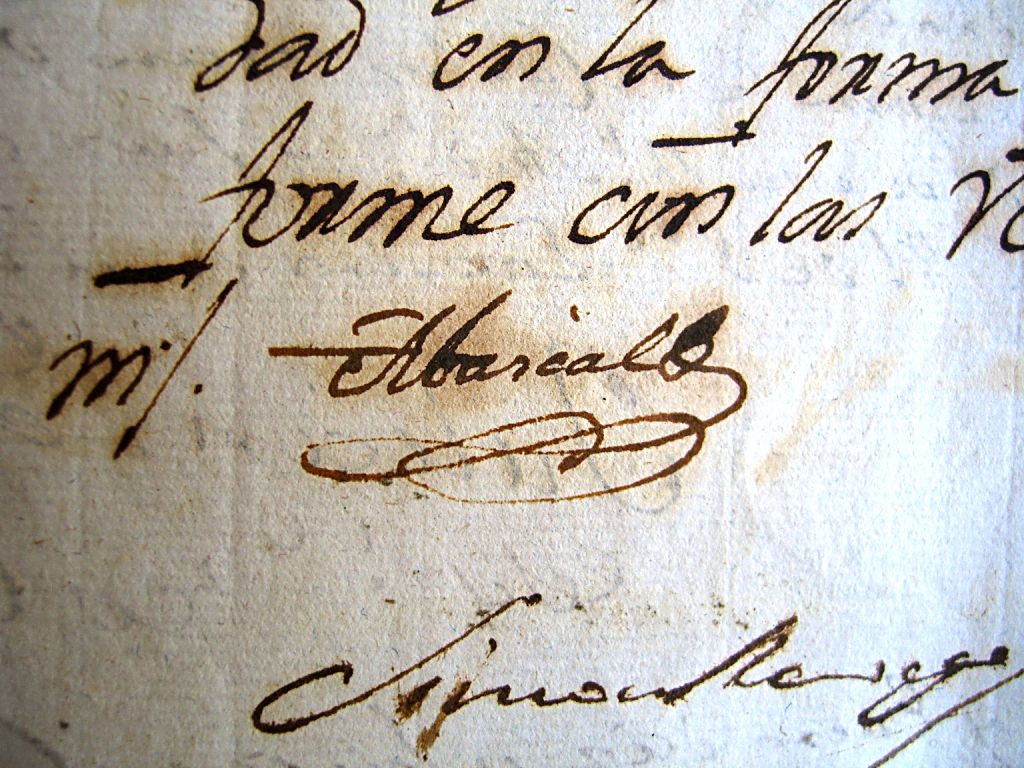
Signatura de José Fernando d'Abascal abans de ser nomenat Marquès de la Concòrdia, a partir d'aquest moment va començar a signar com a tal.

José Fernando d'Abascal i Sousa (Oviedo, 30 de maig de 1743 - Madrid, 31 de juliol de 1821), fou un noble, militar i polític espanyol, mariscal de camp, trentè vuitè virrei del Perú (1806-1816) i primer Marquès de la Concòrdia Espanyola del Perú.

## Dilatada carrera polític-militar (1762-1804)
L'asturià Abascal va ingressar aviat en l'Arma d'Infanteria, on va aprendre gradualment l'art de l'estratègia que de tant li va servir després a Amèrica. Es va incorporar en l'Ordre de Santiago, el 1795, i en la de Carlos III. Va combatre des de les platges d'Alger fins als camps del Rosselló sense menysprear per res el seu dilatat servei a les províncies indianas començant amb Santa Catalina i la Colònia del Sacramento, passant per Santiago de Xile i l'Havana en 1796 fins a arribar a la Intendència de Guadalajara. En aquest temps es va forjar un militar que –igual que altres companys de professió- va exercir també un comandament polític conforme va avançar en edat i experiència, sabent sempre conjugar ambdues al servei de la monarquia hispànica. De fet, va estar tan ocupat en les seves destinacions que poc va dedicar als seus assumptes personals, com va ser el seu matrimoni tardà.
En 1804 va ser nomenat virrei del Riu de la Plata. No va arribar a prendre possessió del càrrec, ja que va ser nomenat virrei del Perú en el mateix any, càrrec que no va exercir fins a 1806, a causa que en el seu viatge a Lima va ser capturat pels anglesos, la qual cosa el va obligar a realitzar un periple allargat i costós que va suposar el trasllat d'Abascal a la seva última destinació, causat pels ràpids canvis que es van donar en la política internacional de llavors. No obstant aquest inconvenient va saber treure partit el nou virrei en conèixer, de primera mà, el territori que va ser objectiu de la seva immediata acció de govern. Aquest fet, va ser rellevant en la seva carrera polític-militar. Es va veure obligat a l'ascens, des de la Intendència de Guadalajara al virregnat del Riu de la Plata, que va veure truncat a causa de la captura per part dels anglesos, de l'embarcació en la qual navegava. El seu periple des de Veracruz a l'Havana i d'aquí -ja pres- fins a les Açores i Lisboa va ser una anellada a la seva consciència d'estadista al que aviat va posar remei. Traient forces d'on no n'hi havia, va fer un viatge tan llarg com profitós quan va ser remogut de la seva anterior ocupació, sense estrenar si més no, a la de virrey del Perú. Mai un mandatari peruà algun havia fet un trajecte de 3.500 quilòmetres de marxa terrestre entre Sacramento i Lima, quan l'habitual havia estat la ruta marítima Cadis-l'Havana-Veracruz-Panamà-Paita i d'aquí, per terra, fins a la Ciutat dels Reis. El seu aprofitament va ser fet per un home habituat a les penalitats de la vida militar i al seu olfacte polític.

## La seva política il·lustrada a Perú (1806-1808)
Aquest període va suposar el reflex de l'esperit conreat d'Abascal, que es va plasmar en accions encaminades a favor dels súbdits espanyols americans del Perú, entenent aquests com l'elit social i sabent que tota mesura presa des d'un organisme públic no era perquè si, sinó que, per contra, anava encaminada a comerciejar-se les simpaties d'aquests súbdits. Per aquest motiu, Abascal es va centrar en assumptes de salubritat pública, cultura i defensa, que li van servir de recolzo en els moments difícils pels quals va travessar el virregnat, tant a l'interior com en l'exterior d'aquest.
En relació amb les polítiques d'ordre intern, el virrei es va centrar, com a bon il·lustrat que era, en aspectes sanitaris i culturals. Va crear nombroses escoles-taller i amb la col·laboració del pintor José del Pou va crear la Real Escola de Pintura de Lima. Va donar suport a la vacunació contra la varola dels súbdits peruans, aprofitant l'expedició del doctor José Salvany i Lleopart per terres hispanoamericanes i amb el suport del proto metge Hipòlit Unanue. Una altra mesura il·lustrada va ser la creació, fora dels murs de la ciutat de Lima, d'un cementiri per evitar malalties contagioses que es poguessin implicar del fet d'enterrar als morts dins de les esglésies i convents de la capital, per a això va fer una important inversió recolzada per aportacions dispars i amb el clar sostingues de l'alt clergat de Lima així com del col·legi mèdic. Entre el segon tipus de mesures, va sorgir la creació del Col·legi de Medicina i del Jardí Botànic (explicant per a això amb claustre de professors, biblioteca, sales de pràctiques, etc.) per a la formació de galens i especialistes, pel que Abascal va comptar amb molts dels il·lustres homes peruans i dels antics territoris virregnals com Quito i Santa Fe. La raó que li va portar a això va ser l'observació que va fer, durant el seu penós recorregut de presa de possessió, de les manques que sofria gran part de Sud-amèrica en aquesta matèria. També va empènyer als col·legis de Sant Pablo i del Cercado per a la instrucció dels fills de la elite peruana i va fundar el Col·legi d'Advocats de la capital, netament crioll.
En relació amb les activitats d'ordre extern, van destacar les dutes a terme en armes i diners a favor de Santiago de Liniers i Francisco Javier de Elío en la defensa de Buenos Aires i Montevideo, respectivament, enfront dels atacs de les Invasions Angleses al Riu de la Plata comandades per William Carr Beresford i John Whitelocke entre 1806 i 1807, com a clar exemple de la nova guerra entre Espanya i Anglaterra per l'hegemonia del món marítim i que van ser repel·lits eficaçment pels criolls. Però el virrei Abascal no es va limitar a prestar eficaç ajuda a un atac concret, sinó que va engegar tot un ambiciós i encertat pla de defensa de la ciutat de Lima, el port del Callao i els seus voltants, la reparació de l'antiga fàbrica de pólvora i la reorganització de l'Exèrcit Real del Perú. Li va dedicar especial atenció a l'arma d'artilleria com a enginy de defensa i atac de gran eficàcia en les noves guerres que s'aveïnaven sense oblidar-se, òbviament, de les armes d'infanteria i cavalleria, d'entre la qual va destacar la creació d'un regiment de patricis (“La Concòrdia Espanyola en el Perú”, el nom del qual va ser el mateix que se li va donar a José Fernando d'Abascal com a títol de Castella en 1812), com a símbol de la unió entre els espanyols peninsulars i americans. Un altre element de màxima importància en la defensa dels interessos de la corona va ser la reorganització d'una flotilla que va custodiar els mars del sud contra estrangers i insurgents. Tot en ell va ser previsió, bon judici i eficàcia, units al suport i afalac de l'elit social peruana de la seva època.

## Les repercussions americanes de les polítiques europees (1808-1810)
A Europa les coses portaven anys posant-se lletges -arran de les revoltes que hi havia hagut a França- que van afectar tant Espanya com altres països del seu entorn. No obstant això, el pitjor encara estava per arribar. Coronat Napoleó Bonaparte emperador dels francesos, es va llançar a una política d'expansionisme que va aconseguir la dominació de tot el continent europeu, a excepció dels regnes peninsulars ibèrics. Amb l'astúcia i l'engany, va aconseguir aprofitar-se de la divisió interna de la família real espanyola, segrestant-la i col·locant en els trons lusità i hispà a reis sota les seves ordres. D'aquesta manera, la Casa de Borbó havia estat eliminada i les Índies -teòricament- a la seva mercè. En els virregnats espanyols, la notícia va provocar una gran crisi. Les notícies generalment confuses, la ineptitud de molts dels seus governants per exercir el comandament i el revengisme de part de l'elit criolla, van ser els ingredients esperats pels revolucionaris.
Van esclatar, d'aquesta manera, les Guerres d'Independència Hispanoamericana -una autèntica guerra civil hispanoamericana- que va acabar amb la segregació de les províncies d'ultramar americanes respecte de la metròpoli. A pesar que al Perú mai van arribar tropes gal·les, sí que van arribar emissaris a altres virregnats, així com cartes convidant a la col·laboració amb el nou ordre a diverses personalitats amb responsabilitat en llocs clau de govern. D'aquest fet, es va aprofitar la tradicional aliança anglo-lusitana per apoderar-se de les riques possessions americanes però, gràcies als avatars bèl·lics peninsulars favorables als espanyols (Bailén), va poder dit pacte ser conjurat. Per aquesta mateixa raó, l'astut Abascal es va avançar a jurar lleialtat al rei Ferran VII de Borbó, fent ús de la seva autoritat com a màxim mandatari polític, militar i jurídic del Perú. Immediatament, el virrei es va llançar a una campanya de suport pecuniari a favor de la causa espanyola en el vell continent, començant per ell i acabant pel súbdit més recòndit del virregnat sense oblidar als intendents, els comerciants del Consolat, els membres de l'Església, etcètera.

## Les polítiques contrarevolucionàries del virrei Abascal (1810-1816)

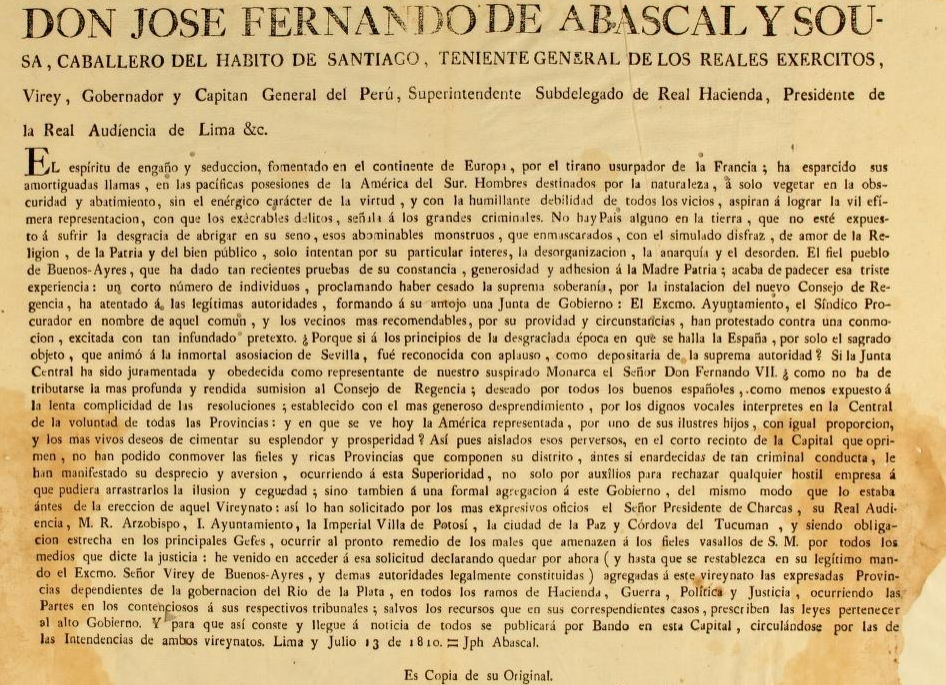
Bàndol del 13 de juliol de 1810 agregant provisionalment la província de Charcas i Còrdova del Tucumán al virregnat del Perú.

El virrei va haver de defensar la legitimitat del cosmos hispanoamericà per mitjà d'accions militars amb la finalitat de pacificar les revoltes. De fet, les contraofensives virregnals van ser sempre purament defensives enfront dels atacs i revolucions protagonitzades constantment pels insurgents, que es van aprofitar de la situació de manca de liderat que es va donar en la península i al desistiment en les seves funcions d'alguns dels seus representants a Amèrica. No obstant això, Abascal va ser el paladí de la causa real en els virregnats, va ser la lluita d'un braç contra un continent. Quan no hi havia rei a Espanya, Abascal ho va ser d'Amèrica.
Les accions a favor de l'ordre legal establert es van donar primer al territori de la Real Audiència de Quito, entre els anys 1809 i 1810, per part del comte de Ruíz de Castella poc apte per a l'ocasió i un insegur marquès de Selva Alegre. També en la Capitania General de Caracas van esdevenir fets que, des dels seus inicis fins al seu control per part de les tropes peninsulars de Pablo Morillo en 1815, van tenir relació amb el Perú.
En el propi virregnat del Perú es van donar diverses revoltes, de divers caire, que van tenir lloc durant els deu anys de govern del virrey amb la nota comuna d'estrepitós fracàs, per no existir cap brou de cultiu en aquest territori per a un aixecament revolucionari; el Perú va ser finalment independitzat per forces “estrangeres” que des del Riu de la Plata van creuar épicament la Serralada dels Andes, i després d'independitzar Xile, van arribar a través de l'Oceà Pacífic al territori peruà.
En la Capitania General de Xile, malgrat els intents colpistes de José Miguel de Carrera i les cabriolas de Bernardo O´Higgins, la victòria de la batalla de Rancagua i la reconquesta de Santiago van possibilitar reobrir l'important comerç xilè-peruà, que va sortejar els intents d'esgotar-ho per part dels corsaris riuplatencs.
En l'abrupte Alt Perú, lloc de marxes i contramarxes, es van destacar, per la seva habilitat i eficàcia, José Manuel de Goyeneche i José de la Serna, estrategs que han passat a la història militar per la seva destresa en les victòries -Batalla de Huaqui, Batalla de Vilcapugio, Batalla de Ayohúma i Batalla de Viluma- on van destrossar, una vegada i una altra, a les tropes porteñas. La província de Tarija es va transformar en el límit geogràfic de l'avanç revolucionari de les províncies "de baix" que va motivar el canvi de la planificació continental dels revolucionaris riuplatencs en el seu avanç sobre el Virregnat del Perú, centre del poder militar realista.
El Paraguai de Gaspar Rodríguez de França es va escindir sense pena ni glòria.
En canvi no van bastar els heroics intents de defensa de Montevideo per part de Francisco Javier de Elío per acabar en el Riu de la Plata amb la penosa conducció de la crisi efectuada pel virrei Baltasar Hidalgo de Cisneros, paradigma de funcionari feble i amb el trist record d'un Liniers enaltit i després executat pels mateixos revolucionaris en tractar inútilment de posar fi a la revolució a Còrdova. La caiguda de Montevideo en poder dels revolucionaris portenys va segellar el triomf emancipador del Riu de la Plata.
També va influir la Constitució de 1812 en l'acció de govern del virrei Abascal. Els representants peruans a Corts amb diferent sort en la seva projecció política i personal es van integrar en les intrigues gaditanes a favor i en contra de la figura del virrei. Es van celebrar les eleccions als de Lima i Cuzco, paradigmes de la llibertat constitucional en el Perú, que es van truncar en aquesta última ciutat per la revolta criolla i indígena que s'hi va produir i que tan deplorables seqüeles va portar a la pau de la zona. Juntament amb això va arribar la llibertat d'impremta, amb periòdics conservadors, com la Gaseta del Gobierno de Lima o el Verdadero Peruano o pro constitucionals com El Peruano o el Satélite del Peruano, van ser fronts de batalla de l'elit política virregnal empleada per absolutistes i reformistes fins a 1814. Però el reflux d'idees també es va donar en els claustres de la Universitat Nacional Major de Sant Marcos i de la Universitat Nacional de Sant Antonio Abad del Cusco, situats en les dues principals ciutats peruanes, en els quals tan aviat debatien escolàstics i novatores com es llegien clandestinament obres de l'Enciclopèdia sota la constant mirada, entre condescendent i atenta, d'Abascal.
Per la seva banda, l'Església es va debatre entre la fidelitat d'un bisbe com Bartolomé María de les Heras i la insurrecció d'un altre com Armendáriz, mentre que la Suprema passava a millor vida sense el menor rictus en el rostre del virrei el 1813, juntament amb l'auge de la vida conventual.
Finalment es va tornar a la pau i tranquil·litat anterior a la invasió napoleònica d'Espanya, amb la restitució del rei Ferran VII el 1814, la derogació de la Carta Magna, el restabliment de la Inquisició, la prohibició de la llibertat de premsa i l'aixafament dels aixecaments revolucionaris en tota l'Amèrica espanyola, a excepció del Riu de la Plata. No obstant això, alguna cosa havia canviat, era el principi de la fi.
En els seus últims dies com virrei del Perú, Abascal es va limitar a confirmar totes les reals ordres arribades des de Madrid, donar consells del tipus de governant que necessitaven les províncies ultramarines, rehabilitar als jesuïtes, donar carta blanca a l'explotació de mines per mitjà de bombes de vapor i als bancs de pesca baleners, així com a millorar la Ceca.
L'any 1816 Abascal va rebre des d'Espanya la notícia del seu cessament en les funcions de virrei del Perú, ordenant-se la seva tornada a la metròpoli. El seu substitut va ser el militar espanyol Joaquín de la Pezuela, que havia arribat al Perú el 1805 i havia servit en les operacions bèl·liques d'Abascal. De fet, fins a aquesta data els independentistes de Buenos Aires encara enviaven expedicions per expulsar a la dominació espanyola de l'Alt Perú, mantenint un continu estat de guerra.
La seva tornada definitiva a Espanya -carregat de títols i honors, la seva única filla compromesa amb un oficial peninsular i el reconeixement de l'elit social peruana per la qual tant va fer en els deu anys més atzarosos i meritoris de tota la seva vida- es va produir amb la partida, el 13 de novembre d'aquell any, no només del Perú sinó d'Amèrica, a la qual ja no va tornar a veure mai.

## Descendència
Abascal, com a única hereva dels seus béns i el seu títol nobiliari va deixar a la seva filla María Ramona d'Abascal, casada en 1815 amb el llavors brigadier Juan Manuel Pereira. D'aquesta unió, es va conèixer a Manuel Pereira Abascal com III Marquès de la Concòrdia Espanyola del Perú (se li va concedir la Real Carta de Successió el 23 de març de 1852). A la seva mort, el títol va passar al seu nebot Juan Manuel Pereira Soto Sánchez en 1876. Finalment, el títol de Castella del marquesat de la Concòrdia Espanyola en el Perú, es va extingir en 1913.